# كارلوس أيالا فارغاس
كارلوس أيالا فارغاس هو سياسي إسباني، ولد في 2 أبريل 1980 في إسبلوغيس دي يوبريغات في إسبانيا.